# Antigua y Barbuda en los Juegos Olímpicos de Sídney 2000
Antigua y Barbuda estuvo representada en los Juegos Olímpicos de Sídney 2000 por un total de 3 deportistas, 2 hombres y una mujer, que compitieron en 2 deportes.
La portadora de la bandera en la ceremonia de apertura fue la atleta Heather Samuel. El equipo olímpico antiguano no obtuvo ninguna medalla en estos Juegos.